# Izoglosa
Izoglosa je geografska granica neke jezične pojave, npr. izgovora nekog samoglasnika, značenja riječi, ili neke gramatičke osobine. Glavni dijalekti su obično odijeljeni cijelim snopom izoglosa.
Neki primjeri izoglosa su:
- Benrathska linija razdvaja gornjenjemački jezik od ostalih zapadnogermanskih jezika
- crta La Spezia-Rimini razdvaja istočne romanske jezike (uključujući standarni talijanski) od zapadnih (uključujući i sjeverne talijanske dijalekte)
- Centum-satem izoglosa razdvaja tradicionalno indoeuropske jezike u dvije skupine.

Naziv izoglosa je inspiriran sličnim pojmovima kao što su izobara i sl.

## Vanjske poveznice
- Primjer izoglosa u južnoj Engleskoj (eng.)
- Beyond the Isogloss: The Isograph in Dialect Topography (PDF) - rasprava o ograničenosti korištenja izoglosa (eng.)
- On Some Acoustic Correlates of Isoglossy - zabavna analiza ruskih izoglosa (eng.)